# Titans of the Ice Age 3D
Titans of the Ice Age 3D è un documentario animato del 2012, prodotto dalla IMAX, che narra la storia evolutiva dei nostri antenati che hanno vagato fino a 10.000 anni fa nei lussureggianti ed affascinanti terreni dell'emisfero settentrionale, che durante l'era glaciale, furono abitate dai più incredibili e sorprendenti mammiferi giganti che vi siano mai esistiti.

## Sinossi
Con immagini generate al computer, questo documentario ci racconta di come questi lussuosi e misteriosi terreni dell'emisfero del nord, durante il Pleistocene furono abitati dai più possenti e temuti mammiferi che vi siano mai apparsi sul nostro pianeta. Tra questi, il temuto Smilodonte, il colossale Bradipo di Shasta ed il più imponente elefante preistorico, di tutti i tempi: il Mammut Lanoso. Tutti questi giganti erano sia temuti e cacciati dai nostri antenati. Grazie alla magia del grande schermo, è possibile ricostruire come questo regno di ghiaccio sia durato per molti millenni: un antico mondo quasi ricoperto dai ghiacciai, divenne sia l'alba dei nostri antenati sia un momento in cui l'uomo ha combattuto per la sopravvivenza al fianco di questi maestosi giganti, fra i più sconcertanti e affascinanti che vi siano mai esistiti.

## Trama
Viaggiando attraverso i ghiacciai monumentali fino alle ampie praterie, ricche di vita, in gran parte del Nord America si scopre che quelle vaste pianure di essa assomigliavano al moderno Serengeti africano, ed inoltre si può vagare anche attraverso le immense e distese steppe dell’Eurasia insieme ad un imponente branco di Mammut Lanosi con protagonista un cucciolo di quella specie chiamato Lyuba, dalla quale il suo corpo mummificato venne poi rinvenuto migliaia di anni dopo nei sottosuoli del permafrost siberiano. Sempre in America del Nord si scopre poi la tragica morte di un giovane maschio di un'altra specie di un Mammut Columbiano, di nome Zed, che, rimase impantanato nelle famose sabbie mobili di Rancho La Brea, in California. Infine si assiste anche ad un momento in cui i nostri antenati sono diventati le potenziali e succose prede di diversi mammiferi predatori, che vagavano attraverso queste terre selvagge un migliaio di anni, tra questi vi erano il temuto Smilodonte, il più grande felino con i denti a sciabola di tutti i tempi, l'aggressivo Canis Dirus ed il poderoso e massiccio Arctodo.

## Accoglienza
Il documentario è stato girato in gran parte degli Stati Uniti occidentali, dalle pittoresche Montagne Rocciose, fino al Nord Great Plains, egli ci mostra per l'appunto una visione spettacolare di un mondo abitato da creature a noi familiari e da alcune veramente esotiche, e ciò ci conduce a considerare cosa siano avvenuti nei diversi destini dei mammiferi dei giorni nostri. Questo ci porta a spiegare come il nostro clima continui a riscaldarsi e a provocare una terribile minaccia per noi e ad altre specie oggi esistenti, e quindi cosa causò e come iniziarono i diversi cambiamenti che hanno portato a l’estinzione di diversi mammiferi preistorici come i Mammut, i bisonti, e la feroce tigre dai denti a sciabola, e ciò che potrebbe anche accadere ai loro discendenti e ai loro cugini del giorno d'oggi, ed inoltre esso ci ispirerà con la sua prospettiva e come la più grande animazione-pixar su ciò che riguarda il rapporto tra il clima, i luoghi, le sue risorse alimentari ed i suoi antichi abitanti che vi siano mai apparsi.